# Convención de Viena sobre el Derecho de los Tratados

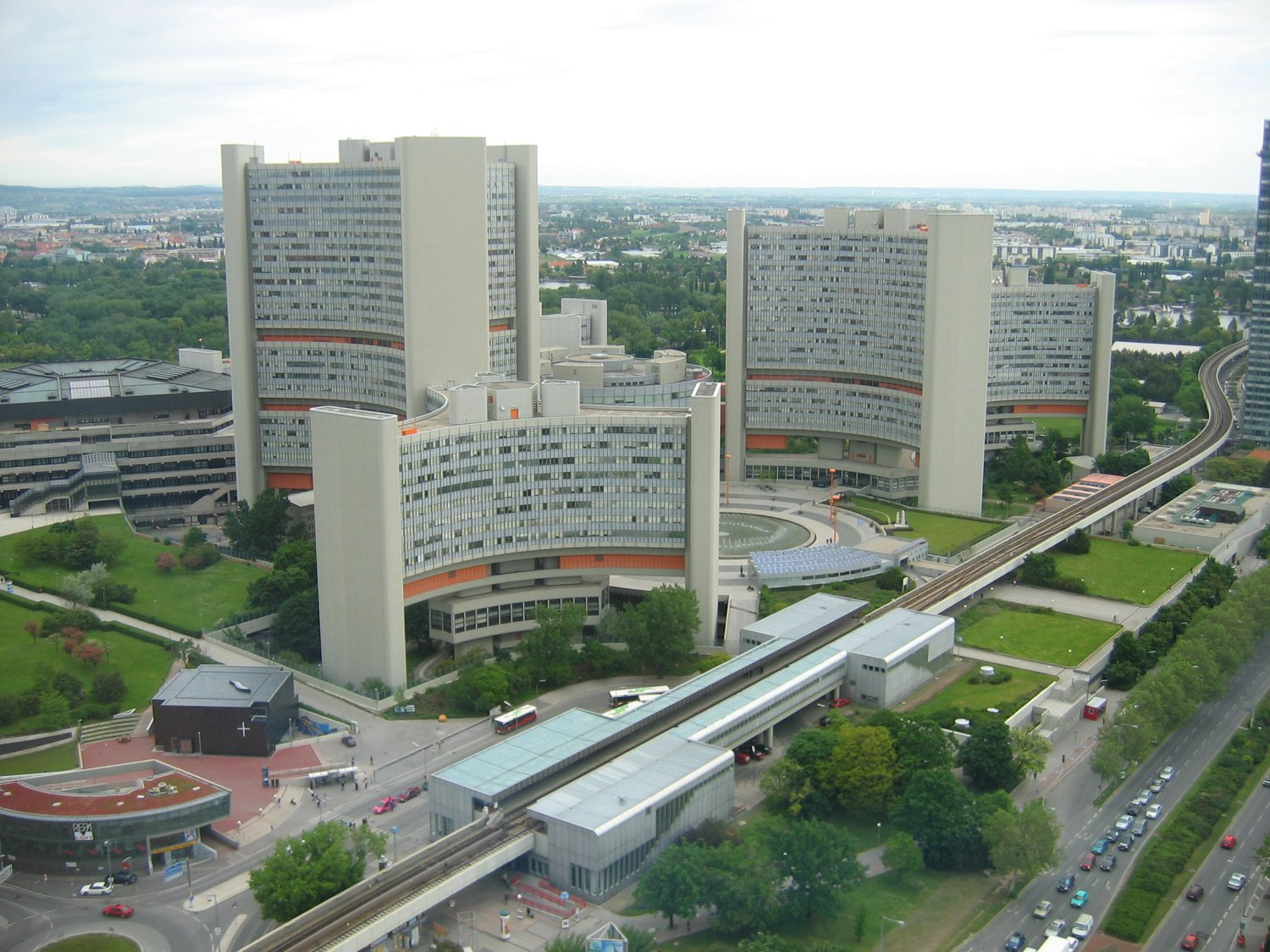
Centro Internacional de Viena.

La Convención de Viena sobre el Derecho de los Tratados fue suscrita en Viena (Austria) el 23 de mayo de 1969 y entró en vigor el 27 de enero de 1980.
Fue elaborada por una conferencia internacional reunida en la capital austriaca sobre la base de un proyecto preparado durante más de quince años de trabajo por la Comisión de Derecho internacional de las Naciones Unidas, y cuyo fin fue codificar el derecho internacional consuetudinario de los tratados y, además, desarrollarlo progresivamente, también ius cogens.
El artículo segundo de dicha Convención define al tratado como un «acuerdo internacional celebrado por escrito entre Estados y regido por el derecho internacional, ya conste en un instrumento único o en dos o más instrumentos conexos y cualquiera que sea su denominación particular».
Por tanto, sus disposiciones son aplicables sólo a tratados por escrito entre Estados; quedan excluidos de la definición antes descrita, aquellos que no constan por escrito y los acuerdos entre un Estado y otros sujetos de derecho internacional (como las organizaciones internacionales) o entre esos otros sujetos de derecho internacional. No obstante, la misma Convención precisa que el hecho de que no se aplique en tales casos, no afecta el valor jurídico de tales acuerdos, la aplicación a los mismos de cualquiera de las normas enunciadas en ella a que estuvieren sometidos en virtud del derecho internacional independientemente de la Convención y la aplicación de la Convención a las relaciones de los Estados entre sí en virtud de acuerdos internacionales en los que fueren asimismo partes otros sujetos de derecho internacional.
La Convención, en cuanto tal no posee efecto retroactivo, pues sólo se aplica a los tratados celebrados después de su entrada en vigor y no a los celebrados con anterioridad (sin perjuicio de la aplicación de cualquier norma enunciada en ella a las que estén sometidos los tratados en virtud del derecho internacional independientemente de la Convención). Cuando las Naciones Unidas firmaron la Convención de Viena previeron que era importante hacer valer los derechos que contiene, por lo que en varios artículos difusos (es decir que no hay un capítulo que los contenga en orden), establecen las acciones, los recursos ante juez o árbitro.